# Mrozy
Mrozy es un pueblo de Polonia, en Mazovia.  Es la cabecera del distrito (Gmina) de Mrozy, perteneciente al condado (Powiat) de Mińsk. Se encuentra aproximadamente a 17 kilómetros al este de Mińsk Mazowiecki, y a 56 km  al este de Varsovia. Su población es de 3.368 habitantes.